# 三村淳
三村 淳（みむら あつし、1967年〈昭和42年〉2月17日 - ）は、日本の大蔵・財務官僚。

## 来歴
東京都出身。1989年（平成元年）、東京大学法学部を卒業し、大蔵省に入省。銀行局に配属。フランス国立行政学院（ENA）に留学。入省後、金融行政に携わり、金融庁や国際決済銀行で勤務し、福岡国税局香椎税務署長、金融庁総務企画局総務課企画官、同庁総務企画局総務課国際室長、同庁監督局証券課長、同庁監督局銀行第一課長、財務省国際局開発政策課長、財務省大臣官房文書課長、財務省大臣官房参事官（副財務官、大臣官房・国際局担当）などを歴任。金融庁では銀行資本規制の国際交渉などを担当し、監督局銀行第一課長在任中にはメガバンクを担当した。
2020年（令和2年）7月20日、財務省大臣官房審議官（国際局担当）に就任。
2021年（令和3年）7月16日、国際局長に就任。
2024年（令和6年）7月31日、財務官に就任。